# Polinice

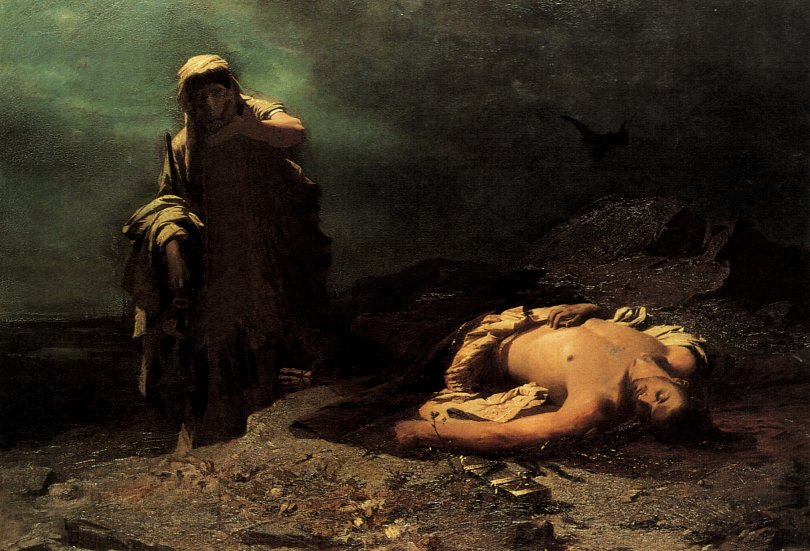
Antigona în fața morții lui Polinice, pictura de Nikiphoros Lytras, Galeria Națională, Atena, Grecia (1865).

În mitologia greacă, Polinice a fost un conducător al Tebei, fiul lui Oedip și al Iocastei (sau al Euriganeiei) și frate cu Eteocles și Antigona. Polinice și Eteocles s-au ucis unul pe altul într-o luptă pentru controlul Tebei. Fiul său a fost Thersander (mama acestuia fiind Argia din Argos). 